# Постачання танків в Україну під час російського вторгнення
У таблиці позначена техніка згідно інформації яка є у відкритих джерелах під час російського вторгнення в Україну.
Станом на червень 2024 року, в Україну відбулося або триває постачання такої кількості зброї (мінімальна оцінка):

## Загальна кількість танків
| тип                                          | отримано | трофеї | всього     |
| -------------------------------------------- | -------- | ------ | ---------- |
| танки радянського зразку                     | 494/555+ | 491    | 984/1045+  |
| танки західного зразку                       | 99/322   | —      | 99/322     |
|                                              |          |        |            |
| загалом                                      | 573/877+ | 491    | 1064/1368+ |
|                                              |          |        |            |
| M1 Abrams                                    | 31       | —      | 31         |
| Challenger 2                                 | 28       | —      | 28         |
| Leopard 2                                    | 61/89    | —      | 61/89      |
| Leopard 1                                    | 10/178+  | —      | 10/178+    |
| Т-90                                         | —        | 15     | 15         |
| Т-80                                         | —        | 150    | 150        |
| T-72                                         | 462/523+ | 281    | 743/804+   |
| Т-64                                         | —        | 4      | 4          |
| T-55                                         | 28       | —      | 28         |
|                                              |          |        |            |
| Т-62 (деякі використовується як БРЕМ та БМП) | —        | 39     | 39         |

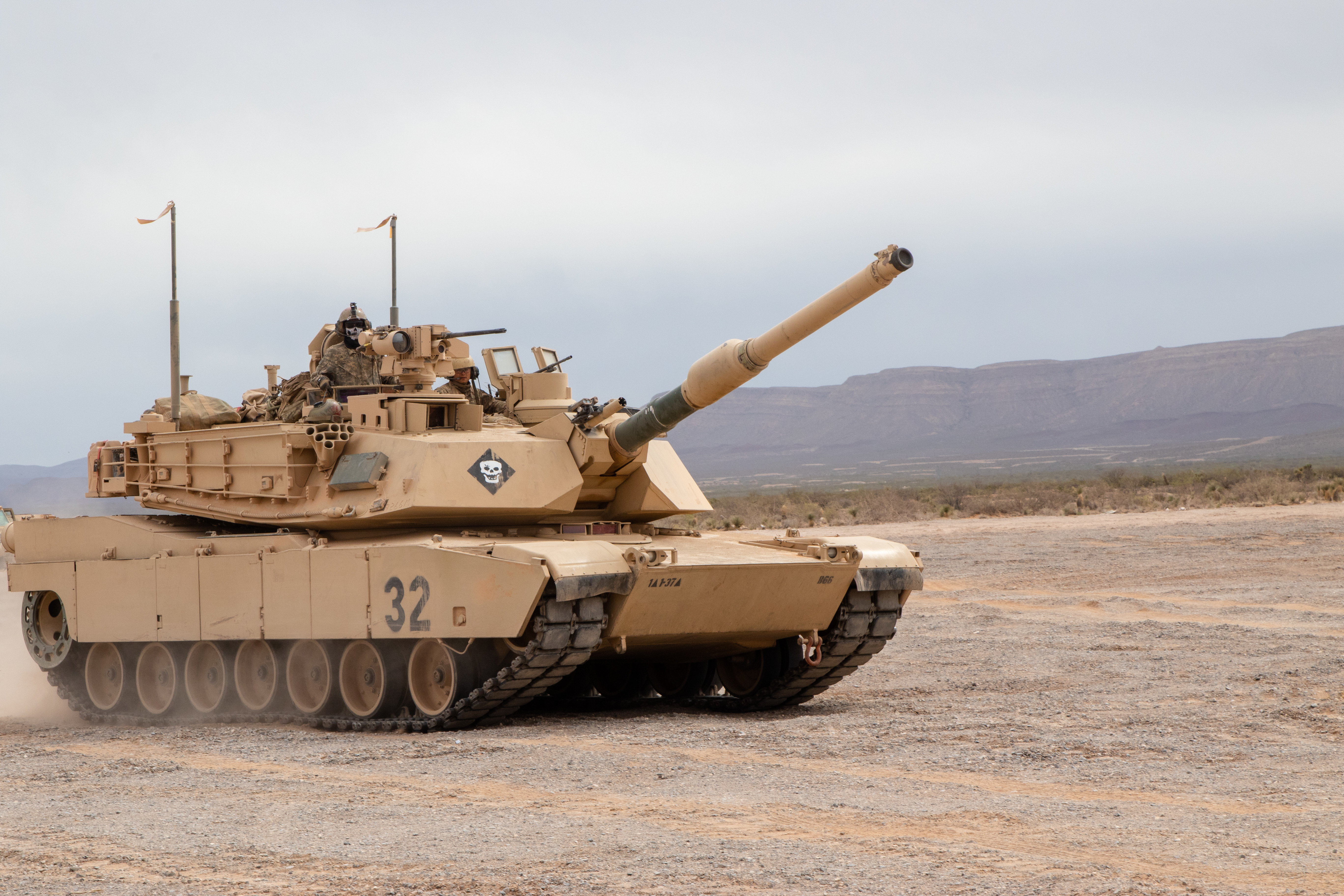
M1 Abrams які Україна отримала від США
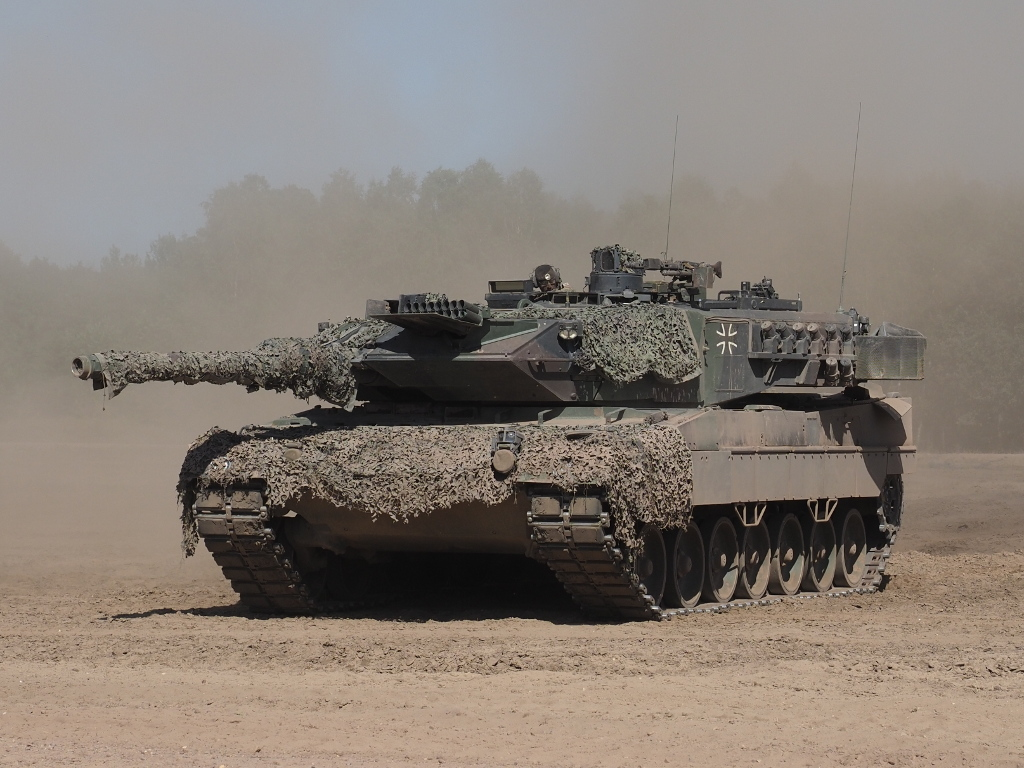
Leopard 2 які ЗСУ отримали від Польщі та ще декількох країн
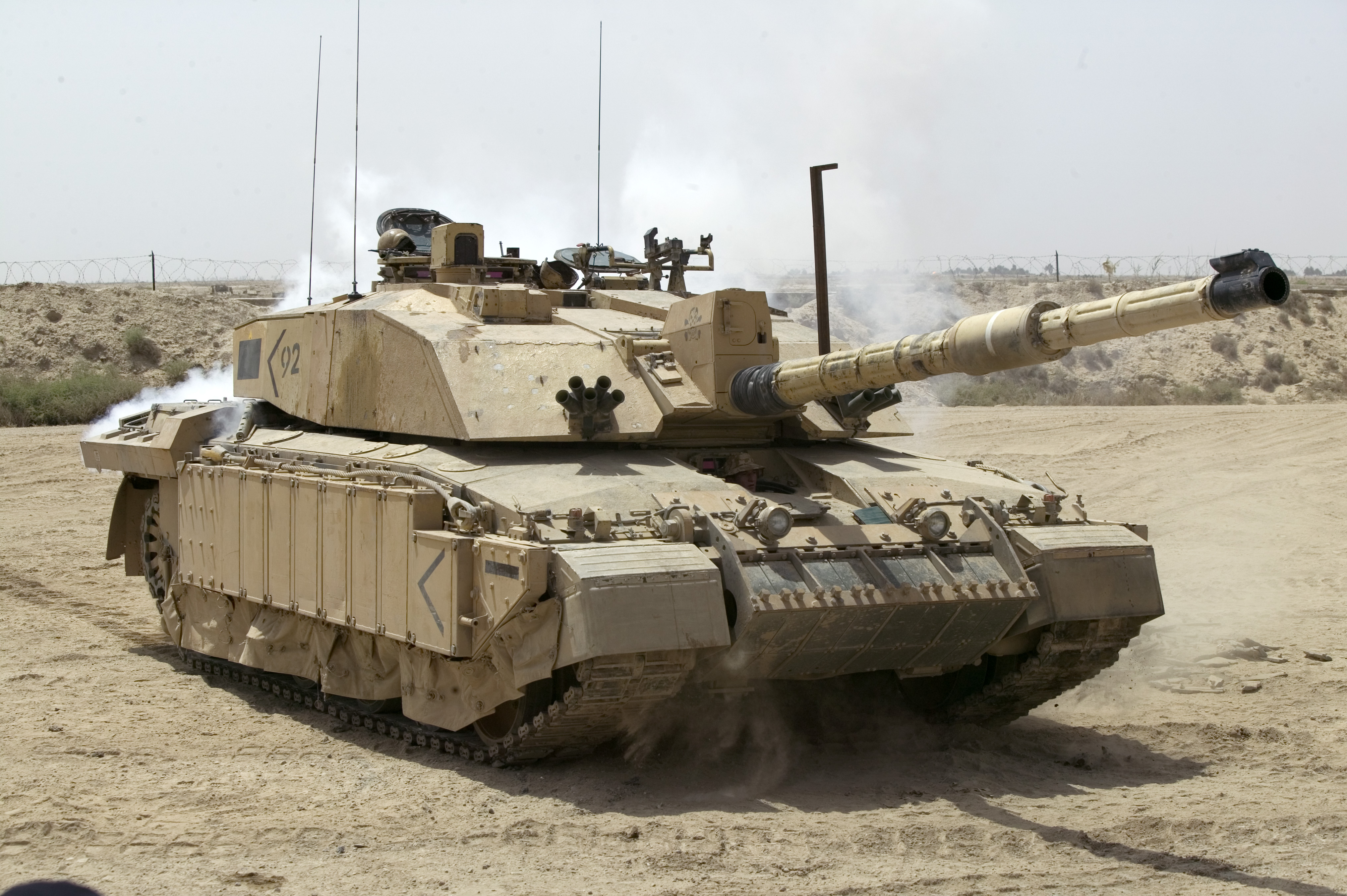
Challenger 2 які ЗСУ отримали від Великої Британії
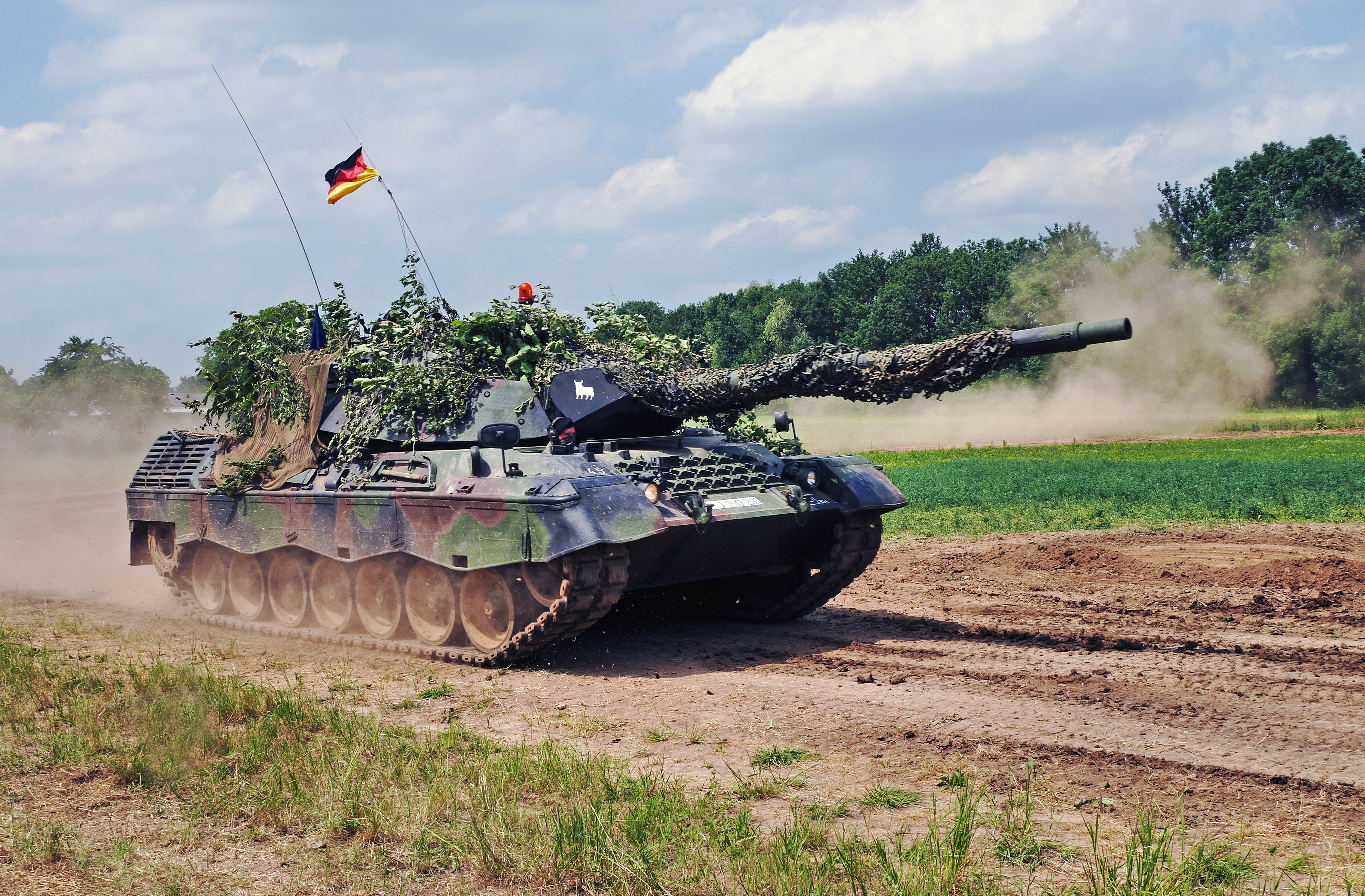
Leopard 1A5 Бундесверу які Німеччина передає Україні у кількості 110 шт
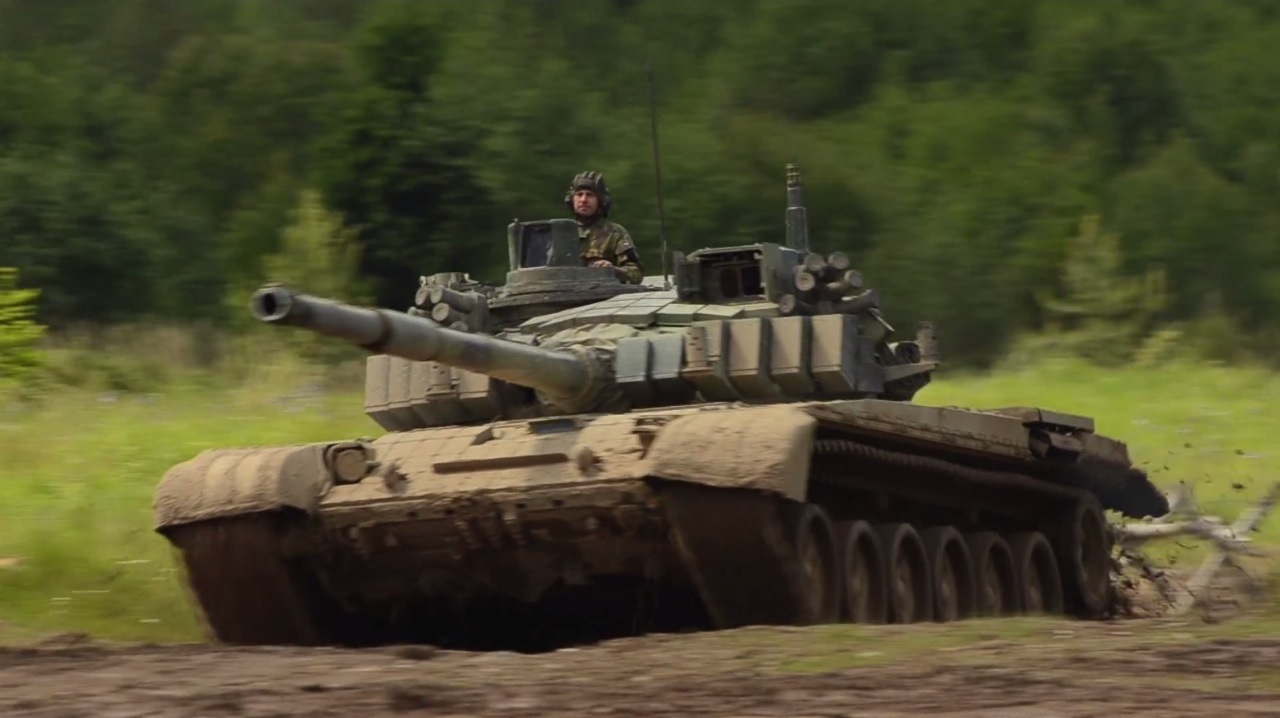
Понад 330 танків Т-72М отримала Україна від Польщі та Чехії
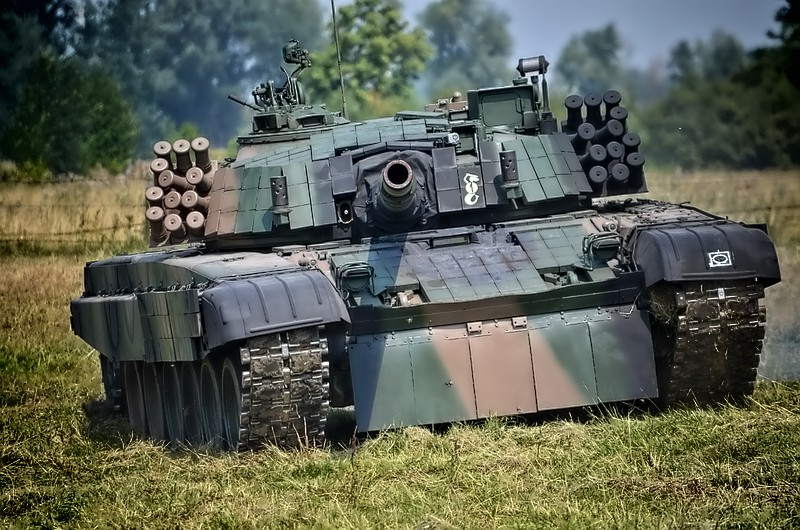
Понад 200 танків PT-91 має отримати Україна від Польщі
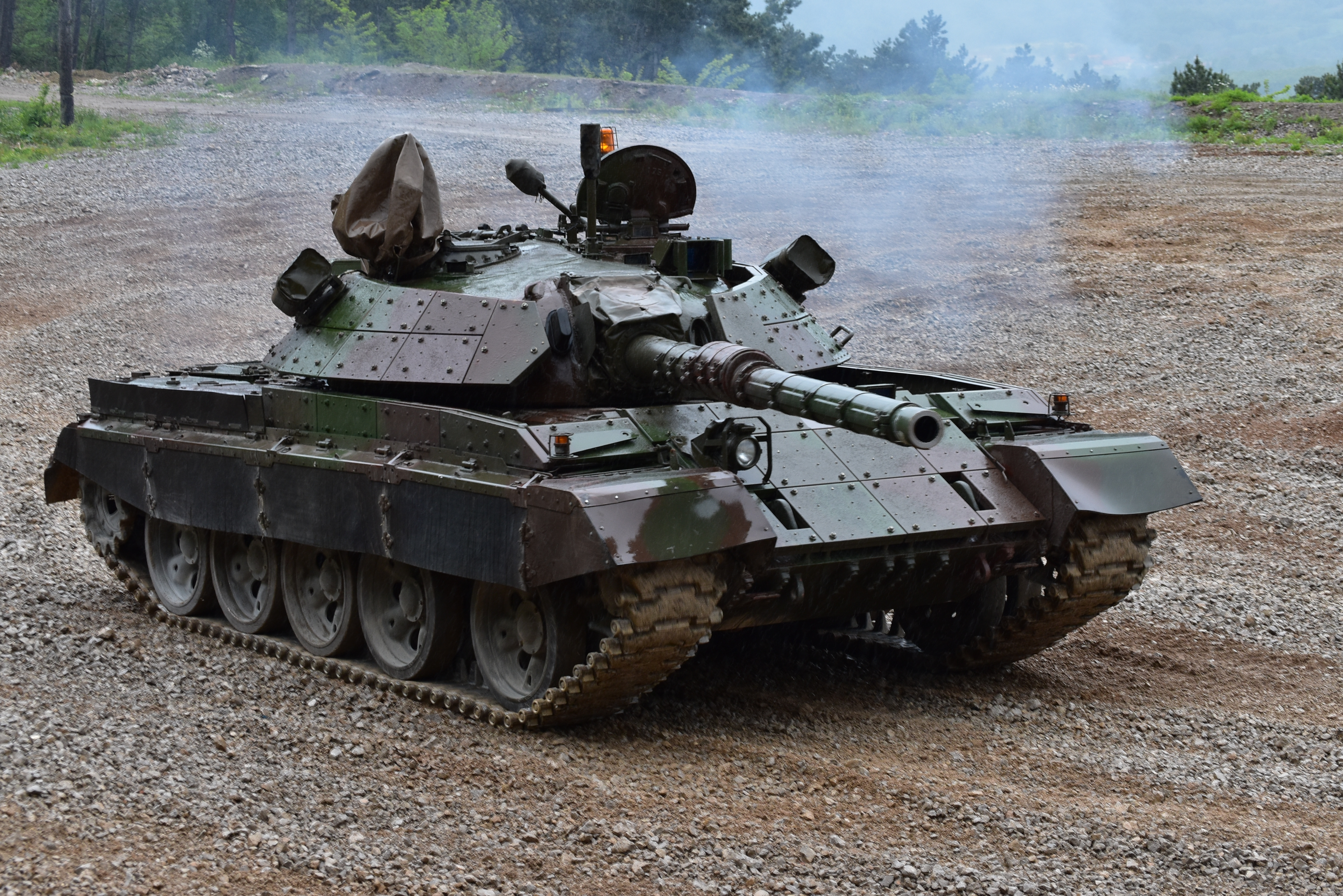
28 танків M-55S отримала Україна від Словенії

## Українське виробництво
| походження і тип          | варіант                   | к-ть | подробиці |
| ------------------------- | ------------------------- | ---- | --- |
| T-72                      | T-72АМТ                   | 3+   | про постачання стало відомо 02.03.23                                                                                     |
| протимінний трал до танку | протимінний трал до танку | 10   | 29.08.23 стало відомо про початок збору коштів благодійним фондом Сергія Притули на 10 протимінних тралів                |
| КМТ-7                     | протимінний трал до танку | 32+  | 26.10.23 стало відомо що Метінвест розпочав виробництво танкових протимінних тралів для ЗСУ з обсягом понад 20 на місяць |
| Об'єкт 14                 | Об'єкт 14                 | 1    | 13.12.23 прототип бойової машини був відремонтований та ймовірно переданий на озброєння ЗСУ                              |

## Постачання з-за кордону
25 липня 2022 року міністр оборони України Олексій Резніков заявив про отримання для навчання у країнах Балтії танків Leopard 2A4.
12 травня 2023 року стало відомо що Міністерство оборони планує замовити для ЗСУ танки Т-84 «Оплот». 19 серпня стало відомо що Rheinmetall до кінця серпня почне обслуговувати танки в Україні.
7 червня 2024 року франко-німецька збройова група KNDS офіційно оформлила створення дочірньої компанії в Україні. 16 червня стало відомо що Rheinmetall пропрацьовує можливість встановлення зенітного модуля Skyranger 35 на танки Leopard 1 для України.

### .Постачання що тривають або завершені
| походження і тип   | походження і тип               | варіант                        | к-ть   | подробиці |
| ------------------ | ------------------------------ | ------------------------------ | ------ | --- |
| Словенія           | T-72                           | M-84                           | 0      | 21.04.22 була оприлюднена інформація про намір постачання танків у кількості 54 одиниць, станом на січень 2023 питання не вирішене   |
| Болгарія           | T-72                           | T-72M1                         | —      | 09.06.22 було помічено в Україні |
| Північна Македонія | T-72                           | T-72А                          | 31     | 28.07.22 з'явилася інформація про постачання танків Т-72А з Північної Македонії                                                      |
| Чехія              | T-72                           | T-72М                          | 1      | 07.09.22 стало відомо про плани зібрати кошти на танк для ЗСУ від волонтерів з Чехії                                                 |
| Словенія           | T-55                           | M-55S                          | 28     | 19.09.22 стало відомо про можливість постачання 28 одиниць M-55S                                                                     |
| США                | T-72                           | T-72Б                          | 120    | 04.11.22 стало відомо що Сполучені Штати та Нідерланди профінансують передачу Україні 90 капітально відновлених у Чехії танків Т-72Б |
| Нідерланди         | T-72                           | T-72Б                          | 120    | 04.11.22 стало відомо що Сполучені Штати та Нідерланди профінансують передачу Україні 90 капітально відновлених у Чехії танків Т-72Б |
| Марокко            | T-72                           | —                              | 120    | 13.12.22 стало відомо про постачання 30 танків від Марокко для модернізації у Чехії та постачанні в Україну                          |
| Марокко            | запчастини до T-72             | запчастини до T-72             | —      | 09.12.22 стало відомо що Україна отримає від Марокко запчастини для Т-72                                                             |
| Велика Британія    | Challenger 2                   | —                              | 28     | 09.01.23 стало відомо про можливість постачання танків Challenger 2, 16.01.23 стало відомо про постачання першої партії з 14 танків  |
| Франція            | Leclerc                        | —                              | 0      | 19.01.23 стало відомо про можливість постачання, згодом скасовано                                                                    |
| Кіпр               | Т-80                           | Т-80У                          | 0      | 20.01.23 стало відомо про можливість постачання, станом на травень 2024 безуспішно                                                   |
| Норвегія           | Leopard 2                      | Leopard 2A4                    | 8      | 24.01.23 стало відомо про постачання                                                                                                 |
| Іспанія            | Leopard 2                      | Leopard 2A4                    | 38     | 24.01.23 стало відомо про постачання 14 танків, 01.07.23 ще 4, 20.03.24 ще 20                                                        |
| Швеція             | Leopard 2                      | Stridsvagn 122                 | 10     | 25.01.23 стало відомо про можливість постачання, 30.07.23 помічено перші Stridsvagn 122 в Україні                                    |
| Португалія         | Leopard 2                      | Leopard 2A6NL                  | 3      | 25.01.23 стало відомо про постачання, 28.03.23 в Україні                                                                             |
| Канада             | Leopard 2                      | Leopard 2A4                    | 8      | 25.01.23 стало відомо про можливість постачання                                                                                      |
| Бельгія            | Leopard 1                      | Leopard 1A4                    | —      | 01.02.23 стало відомо про можливість постачання                                                                                      |
| Німеччина          | Panther KF51                   | —                              | —      | 10.02.23 стало відомо про можливість постачання у 2024 році                                                                          |
| Чехія              | T-72                           | T-72М                          | 89     | у загальному переліку військової допомоги від Чехії опублікованому 22.02.23                                                          |
| Пакистан           | Т-80                           | Т-80УД                         | 0/44   | 10.03.23 стало відомо про можливість постачання                                                                                      |
| Нідерланди         | Leopard 2                      | Leopard 2A4                    | 0/14   | 20.04.23 стало відомо про постачання                                                                                                 |
| Данія              | Leopard 2                      | Leopard 2A4                    | 0/14   | 20.04.23 стало відомо про постачання                                                                                                 |
| Словаччина         | T-72                           | T-72M1                         | 0/1    | 04.05.23 стало відомо про збір коштів волонтерами                                                                                    |
| —                  | Leopard 1                      | Leopard 1                      | 0/43   | 23.08.23 стало відомо що Україна планує отримати 178 танків Leopard 1 з яких 135 від Данії та Німеччини                              |
| Греція             | Leopard 1                      | Leopard 1                      | —      | 28.08.23 стало відомо що Україна може отримати грецькі Leopard 1                                                                     |
| Данія              | Leopard 1                      | Leopard 1А5                    | 0/30   | 19.09.23 стало відомо що Данія вирішила передати Україні ще 45 танків в межах оборонної допомоги                                     |
| Данія              | T-72                           | T-72ЕА                         | 0/15   | 19.09.23 стало відомо що Данія вирішила передати Україні ще 45 танків в межах оборонної допомоги                                     |
|                    | Leopard 1                      | Leopard 1А5                    | 88/135 | у загальному переліку військової допомоги від Німеччини опублікованому 17.10.24                                                      |
| Німеччина          | Leopard 2                      | Leopard 2A6                    | 18     | у загальному переліку військової допомоги від Німеччини опублікованому 17.10.24                                                      |
| Німеччина          | запчастини до Leopard 2A6      | запчастини до Leopard 2A6      | —      | у загальному переліку військової допомоги від Німеччини опублікованому 17.10.24                                                      |
| Німеччина          | протимінний трал до танку T-72 | протимінний трал до танку T-72 | 58     | у загальному переліку військової допомоги від Німеччини опублікованому 17.10.24                                                      |
| США                | M1 Abrams                      | M1A1 Abrams                    | 31     | у загальному переліку військової допомоги від США опублікованому 01.11.24                                                            |
| Польща             | Leopard 2                      | Leopard 2A4                    | 14     | у загальному переліку військової допомоги від Польщі опублікованому 06.11.24                                                         |
| Польща             | T-72                           | PT-91                          | 30     | у загальному переліку військової допомоги від Польщі опублікованому 06.11.24                                                         |
| Польща             | T-72                           | T-72M1/Т-72M1R                 | 280    | у загальному переліку військової допомоги від Польщі опублікованому 06.11.24                                                         |
| Бельгія            | Leopard 1                      | Leopard 1                      | 1      | 19.05.25 стало відомо що Бельгія передасть експериментальний танк із новою баштою Cockerill 3105                                     |
| Австралія          | M1 Abrams                      | M1A1 Abrams                    | 59     | 20.09.24 стало відомо про постачання танків M1A1 Abrams, 20.05.25 відомо про початок постачання                                      |

### Заплановані постачання
| походження і тип | походження і тип | варіант     | к-ть  | подробиці |
| ---------------- | ---------------- | ----------- | ----- | --- |
| Хорватія         | М-84АВ           | T-72        | 0/100 | 31.01.24 стало відомо що Кувейт через посередництво Хорватії передасть Україні 100 танків М-84АВ, які пройдуть капітальний ремонт у хорватського збройового концерну Đuro Đaković |
| Кувейт           | М-84АВ           | T-72        | 0/100 | 31.01.24 стало відомо що Кувейт через посередництво Хорватії передасть Україні 100 танків М-84АВ, які пройдуть капітальний ремонт у хорватського збройового концерну Đuro Đaković |
| Іспанія          | Leopard 2        | Leopard 2A4 | 0/19  | 27.05.24 стало відомо про подробиці нового пакету військової допомоги від Іспанії                                                                                                 |
| Хорватія         | М-84             | T-72        | 0/30  | 28.10.24 стало відомо що Хорватія закупить в Німеччини танки Leopard 2, віддавши старі танки M-84 Україні                                                                         |

## Трофеї
| походження і тип                             | варіант                              | к-ть | подробиці                                                                                 |
| -------------------------------------------- | ------------------------------------ | ---- | ----------------------------------------------------------------------------------------- |
| Т-62 (деякі використовується як БРЕМ та БМП) | Т-62 Обр. 1967                       | 1    | задокументовано 1 неушкоджений трофей цієї модифікації станом на 17.10.24                 |
| Т-62 (деякі використовується як БРЕМ та БМП) | Т-62М                                | 28   | задокументовано 28 неушкоджених трофеїв цієї модифікації станом на 17.10.24               |
| Т-62 (деякі використовується як БРЕМ та БМП) | Т-62МВ                               | 9    | задокументовано 9 неушкоджених трофеїв цієї модифікації станом на 17.10.24                |
| Т-64                                         | Т-64БВ                               | 2    | задокументовано 2 неушкоджених трофеї цієї модифікації станом на 17.10.24                 |
| T-72                                         | T-72                                 | 3    | задокументовано 3 неушкоджених трофеїв невстановленої модифікації Т-72 станом на 17.10.24 |
| T-72                                         | T-72А                                | 9    | задокументовано 9 неушкоджених трофеїв цієї модифікації станом на 17.10.24                |
| T-72                                         | T-72АВ                               | 3    | задокументовано 3 неушкоджених трофея цієї модифікації станом на 17.10.24                 |
| T-72                                         | T-72Б                                | 58   | задокументовано 58 неушкоджених трофеї цієї модифікації станом на 17.10.24                |
| T-72                                         | T-72Б Обр. 1989                      | 15   | задокументовано 15 неушкоджених трофеїв цієї модифікації станом на 17.10.24               |
| T-72                                         | T-72Б Обр. 2022                      | 1    | задокументовано 1 неушкоджений трофей цієї модифікації станом на 17.10.24                 |
| T-72                                         | T-72БА                               | 15   | задокументовано 15 неушкоджених трофеїв цієї модифікації станом на 17.10.24               |
| T-72                                         | T-72Б3                               | 67   | задокументовано 67 неушкоджених трофея цієї модифікації станом на 17.10.24                |
| T-72                                         | T-72Б3 Обр. 2014                     | 1    | задокументовано 1 неушкоджений трофей цієї модифікації станом на 17.10.24                 |
| T-72                                         | T-72Б3 Обр. 2016                     | 94   | задокументовано 94 неушкоджених трофеї цієї модифікації станом на 17.10.24                |
| T-72                                         | T-72Б3 Обр. 2022                     | 3    | задокументовано 3 неушкоджених трофеїв невстановленої модифікації Т-72 станом на 17.10.24 |
| Т-80                                         | Т-80                                 | 2    | задокументовано 2 неушкоджених трофеї невстановленої модифікації Т-80 станом на 17.10.24  |
| Т-80                                         | Т-80БВ                               | 70   | задокументовано 70 неушкоджених трофеїв цієї модифікації станом на 17.10.24               |
| Т-80                                         | Т-80БВК                              | 1    | задокументовано 1 неушкоджений трофей цієї модифікації станом на 17.10.24                 |
| Т-80                                         | Т-80У                                | 40   | задокументовано 40 неушкоджених трофеїв цієї модифікації станом на 17.10.24               |
| Т-80                                         | Т-80УК                               | 1    | задокументовано 1 неушкоджений трофей цієї модифікації станом на 17.10.24                 |
| Т-80                                         | Т-80УЕ-1                             | 4    | задокументовано 4 неушкоджених трофеї цієї модифікації станом на 17.10.24                 |
| Т-80                                         | Т-80БВМ                              | 26   | задокументовано 26 неушкоджених трофеїв цієї модифікації станом на 17.10.24               |
| Т-80                                         | Т-80БВМ Обр. 2022                    | 4    | задокументовано 4 неушкоджених трофея цієї модифікації станом на 17.10.24                 |
| Т-90                                         | Т-90А                                | 10   | задокументовано 10 неушкоджених трофеїв цієї модифікації станом на 17.10.24               |
| Т-90                                         | Т-90АК                               | 1    | задокументовано 1 неушкоджений трофей цієї модифікації станом на 17.10.24                 |
| Т-90                                         | Т-90М                                | 7    | задокументовано 7 неушкоджених трофеї цієї модифікації станом на 17.10.24                 |
| Т-90                                         | Т-90С                                | 1    | задокументовано 1 неушкоджений трофей цієї модифікації станом на 17.10.24                 |
|                                              |                                      |      |                                                                                           |
| здобуто трофеїв (станом на 17.10.24)         | здобуто трофеїв (станом на 17.10.24) | 532  | 532                                                                                       |

## Втрати
| походження і тип                     | варіант                              | к-ть | подробиці                                                                |
| ------------------------------------ | ------------------------------------ | ---- | ------------------------------------------------------------------------ |
| Т-64                                 | Т-64                                 | 2    | задокументовано 2 втрачені танки цієї модифікації станом на 04.07.23     |
| Т-64                                 | Т-64А                                | 2    | задокументовано 2 втрачені танки цієї модифікації станом на 04.07.23     |
| Т-64                                 | Т-64Б                                | 3    | задокументовано 3 втрачені танки цієї модифікації станом на 04.07.23     |
| Т-64                                 | Т-64БВ                               | 208  | задокументовано 208 втрачених танків цієї модифікації станом на 04.07.23 |
| Т-64                                 | Т-64БВ зр. 2017                      | 67   | задокументовано 67 втрачених танків цієї модифікації станом на 04.07.23  |
| Т-64                                 | Т-64Б1М                              | 9    | задокументовано 9 втрачених танків цієї модифікації станом на 04.07.23   |
| Т-64                                 | Т-64БМ                               | 10   | задокументовано 10 втрачених танків цієї модифікації станом на 04.07.23  |
| Т-64                                 | Т-64БМ2                              | 4    | задокументовано 4 втрачені танки цієї модифікації станом на 04.07.23     |
| T-72                                 | T-72                                 | 8    | задокументовано 8 втрачених танків цієї модифікації станом на 04.07.23   |
| T-72                                 | T-72 «Урал»                          | 2    | задокументовано 2 втрачені танки цієї модифікації станом на 04.07.23     |
| T-72                                 | T-72АВ                               | 23   | задокументовано 23 втрачені танки цієї модифікації станом на 04.07.23    |
| T-72                                 | T-72АМТ                              | 17   | задокументовано 17 втрачених танків цієї модифікації станом на 04.07.23  |
| T-72                                 | T-72Б                                | 38   | задокументовано 38 втрачених танків цієї модифікації станом на 04.07.23  |
| T-72                                 | T-72ЕА                               | 1    | задокументовано 1 втрачений танк цієї модифікації станом на 04.07.23     |
| T-72                                 | T-72М                                | 46   | задокументовано 46 втрачених танків цієї модифікації станом на 04.07.23  |
| Т-80                                 | T-80БВ                               | 40   | задокументовано 40 втрачених танків цієї модифікації станом на 04.07.23  |
| Leopard 2                            | Leopard 2A4                          | 1    | задокументовано 1 втрачений танк цієї модифікації станом на 04.07.23     |
| Leopard 2                            | Leopard 2A6                          | 3    | задокументовано 3 втрачені танки цієї модифікації станом на 04.07.23     |
|                                      |                                      |      |                                                                          |
| втрачено танків (станом на 04.07.23) | втрачено танків (станом на 04.07.23) | 518  | 518                                                                      |